# Wilhelm Archipelago
Wilhelm Archipelago  – archipelag u zachodnich wybrzeży Półwyspu Antarktycznego, obejmuje wszystkie wyspy i skały na północ i zachód od Graham Coast, na południe od Cieśniny Bismarcka i na północ od Southwind Passage, leżące pomiędzy Archipelagiem Palmera a Wyspami Biscoe, rozciągające się na zachód do Lumus Rock.

## Nazwa
Wyspy zostały nazwane przez niemiecką ekspedycję antarktyczną (1873–1874) pod dowództwem Eduarda Dallmanna (1830–1896) Kaiser Wilhelm Inseln na cześć cesarza Niemiec Wilhelma II (1859-1941) .

## Geografia
Wilhelm Archipelago leży u zachodnich wybrzeży Półwyspu Antarktycznego . Obejmuje wszystkie wyspy i skały na północ i zachód od Graham Coast, na południe od Cieśniny Bismarcka i na północ od Southwind Passage, leżące pomiędzy Archipelagiem Palmera a Wyspami Biscoe, rozciągające się na zachód do Lumus Rock .
Obok licznych wysepek i skał w skład archipelagu wchodzą (od północy na południe) :
| Zdjęcie | Wyspa              | Opis |
| ------- | ------------------ | --- |
|         | Wauwermans Islands | Pobieżnie zmapowane w 1898 roku przez Belgijską Wyprawę Antarktyczną Adriena de Gerlache’a (1866–1934) . Nazwy poszczególnych wysp w większości pochodzą od postaci z opowieści kanterberyjskich Geoffrey’a Chaucera . |
|         | Dannebrog Islands  | Dostrzeżone w 1898 roku przez Belgijską Wyprawę Antarktyczną Adriena de Gerlache’a (1866–1934), nazwane na cześć flagi duńskiej . |
|         | Booth Island       | Odkryta w 1874 roku przez niemiecką ekspedycję antarktyczną (1873–1874) pod dowództwem Eduarda Dallmanna (1830–1896) . W 1904 roku po północnej stronie wyspy w zatoce Port Charcot zimowała ekspedycja francuska pod dowództwem Jeana-Baptiste Charcota (1867–1936). Usypano tu kamienny kopiec, na którym zamontowano drewnianą kolumnę i tabliczkę z imionami członków ekspedycji Charcota, którzy zimowali na wyspie . Kopiec znajduje się na liście historycznych miejsc i pomników w Antarktyce (ang. Historic Sites and Monuments in Antarctica, HSM), objętych ochroną na mocy Układu Antarktycznego ze względu na wartość historyczną, dokumentującą odkrycia i badania Antarktyki . |
|         | Hovgaard Island    | Odkryta przez niemiecką ekspedycję antarktyczną (1873–1874) pod dowództwem Eduarda Dallmanna (1830–1896) . |
|         | Vedel Islands      | Pobieżnie zmapowane w 1898 roku przez Belgijską Wyprawę Antarktyczną Adriena de Gerlache’a (1866–1934), a następnie przez ekspedycje francuskie pod dowództwem Jeana-Baptiste Charcota (1867–1936) w latach 1904–1905 i 1908–1910 . |
|         | Petermann Island   | Pobieżnie zmapowana przez niemiecką ekspedycję antarktyczną (1873–1874) pod dowództwem Eduarda Dallmanna (1830–1896); zmapowana ponownie przez ekspedycję francuską pod dowództwem Jeana-Baptiste Charcota (1867–1936) w latach 1904–1905 . Na Megalestris Hill usypano kamienny kopiec, na którym zamontowano tabliczkę z imionami członków ekspedycji, którzy zimowali na wyspie . Kopiec znajduje się na liście historycznych miejsc i pomników w Antarktyce (ang. Historic Sites and Monuments in Antarctica, HSM), objętych ochroną na mocy Układu Antarktycznego ze względu na wartość historyczną, dokumentującą odkrycia i badania Antarktyki . Wyspa jej celem turystycznym . |
|         | Roca Islands       | Pobieżnie zmapowane przez ekspedycje francuskie pod dowództwem Jeana-Baptiste Charcota (1867–1936) w latach 1904–1905 i 1908–1910 |
|         | Cruls Islands      | Pobieżnie zmapowane w 1898 roku przez Belgijską Wyprawę Antarktyczną Adriena de Gerlache’a (1866–1934) . |
|         | Anagram Islands    | Dostrzeżone w 1898 roku przez Belgijską Wyprawę Antarktyczną Adriena de Gerlache’a (1866–1934); pobieżnie zbadane przez ekspedycje francuskie pod dowództwem Jeana-Baptiste Charcota (1867–1936) w latach 1904–1905 i 1908–1910; obejmują m.in. Maranga Island i Nob Island . |
|         | Argentine Islands  | Zmapowane przez ekspedycję francuską pod dowództwem Jeana-Baptiste Charcota (1867–1936) w latach 1904–1905; obejmują: Fanfare Island, Irizar Island, Uruguay Island, Forge Island, Grotto Island, Corner Island, Galindez Island, Winter Island, Shelter Island, Skua Island, Leopard Island, Black Island i The Barchans . Na Winter Island działała brytyjska stacja badawcza Station F, która została w 1954 roku przeniesiona na Galindez Island i w 1996 roku przekazana Ukrainie – obecnie funkcjonuje jako Wiernadski . Dobrze zachowane pozostałości bazy na Winter Island – Wordie House znajdują się a liście historycznych miejsc i pomników w Antarktyce (ang. Historic Sites and Monuments in Antarctica, HSM), objętych ochroną na mocy Układu Antarktycznego ze względu na wartość historyczną, dokumentującą odkrycia i badania Antarktyki . |
|         | Yalour Islands     | Pobieżnie zmapowane przez ekspedycję francuską pod dowództwem Jeana-Baptiste Charcota (1867–1936) w latach 1904–1905 . Wyspa jej celem turystycznym . |
|         | Betbeder Islands   | Dostrzeżone w 1898 roku przez Belgijską Wyprawę Antarktyczną Adriena de Gerlache’a (1866–1934); pobieżnie zmapowane przez ekspedycję francuską pod dowództwem Jeana-Baptiste Charcota (1867–1936) w latach 1904–1905 . |

## Historia
Zachodnie wyspy archipelagu zostały dostrzeżone przez Johna Biscoe (1794–1843) w lutym 1832 roku . W styczniu 1874 roku archipelag został pobieżnie zmapowany przez niemiecką ekspedycję antarktyczną (1873–1874) pod dowództwem Eduarda Dallmanna (1830–1896) . Północne wyspy archipelagu zostały sfotografowane z powietrza przez Falkland Islands and Dependencies Aerial Survey Expedition (FIDASE) w latach 1956–1957 .